# رابعة الزيات
رابعة الزيات (11 مايو 1973-) إعلامية لبنانية، من مواليد مدينة صور، درست علم النفس في الجامعة اللبنانية.

## حياتها
تزوجت للمرة الأولى في سن مبكرة في جنوب إفريقيا وأنجبت ولديها كريم وعلي لكنها انفصلت عن زوجها لاحقا، تزوجت ثانية عام 2006 من الإعلامي زاهي وهبي  ورزقت منه بولد وبنت (كنز ودالي).

## مشوارها المهني
انطلاقتها في مجال الإعلام كانت عام 2002 من خلال قناة إن بي إن وقدمت فيها برامج منوعة عام 2010 أنشأت بالتعاون مع عدة شركاء مركزاً تجميلياً كبيراً «نيو يو» تحت إشراف أطباء مختصين يقومون بعلاجات طبية وتجميلية وصنفت ضمن قائمة أكثر مئة امرأة عربية إثارة في عام 2010، انتقلت عام 2011 إلى قناة الجديد وقدمت فيها نشرة الأخبار لفترة قصيرة لكنها تركتها لأنها لم تتأقلم ولم تجد نفسها فيه قدمت بعدها برامج فنية حتى عام 2016، وفي أغسطس 2018 انضمت لقناة لنا السورية  في ديسمبر 2018 أصبحت الوجه الإعلاني لمجموعة Savanah 

### خلافها مع الإعلامية مي شدياق
عام 2011 استضافت الإعلامية مي شدياق و بادرتها بسؤال عن مي الإنسانة ومتى ستتخلى عن لقب الشهيدة الحية فأجابتها بأنها لا يمكن أن تنسى ما حصل معها، وبعدما تنقلنا بين عدة مواضيع سياسية طرحت مي سؤالا دينيا على ضيفتها تانيا قسيس، ولكن يبدو أن الجواب لم يقنعها، فبادرت إلى الانسحاب، فأوقفت التصوير وطلبت منها العزوف عن قرارها، لكنها رفضت، معتبرة أن ما حصل ضمن الحلقة هو خديعة ولا تتقبله» وردت «لست نادمة على استقبالي مي، ولكني مستغربة رد فعلها».

## البرامج التي قدمتها
| البرنامج         | عرض على       | العام       |
| ---------------- | ------------- | ----------- |
| برنامج صباحي     | قناة إن بي إن | 2002-2003   |
| بيوتي إن         | قناة إن بي إن | 2003-2005   |
| ساعة سجال        | قناة إن بي إن | 2004-2008   |
| الحياة أحلى      | قناة إن بي إن | 2009-2010   |
| نشرة الأخبار     | قناة الجديد   | 2011        |
| التقينا مع رابعة | قناة الجديد   | 2011-2012   |
| بعدنا مع رابعة   | قناة الجديد   | 2014-2016   |
| أحلى ناس         | قناة الجديد   | 2017        |
| الله كريم        | يوتيوب        | 2018        |
| لنا مع رابعة     | تلفزيون لنا   | 2018        |
| قصة حلم          | تلفزيون لنا   | 2018        |
| حكايتي           | تلفزيون لنا   | 2019        |
| شو القصة         | تلفزيون لنا   | 2020 - 2024 |
| فوق ال18         | قناة الجديد   | 2021-2024   |
| عراحتك           | تلفزيون الآن  | 2024        |

## وصلات خارجية
- رابعة الزيات على موقع قاعدة بيانات الأفلام العربية